# Hitachi (bedrijf)
Hitachi, Ltd. (株式会社日立製作所, Kabushiki-gaisha Hitachi Seisakusho) is een Japans concern gevestigd in Marunouchi Itchome, Chiyoda, Tokio, Japan. De Hitachi Groep heeft een jaaromzet van 10.034 miljard yen (2015) met ruim 303.000 medewerkers (2017) verspreid over 1.056 bedrijfsonderdelen.
Toshiaki Higashihara is sinds april 2016 Director, Representative Executive Officer, President en CEO van het bedrijf.

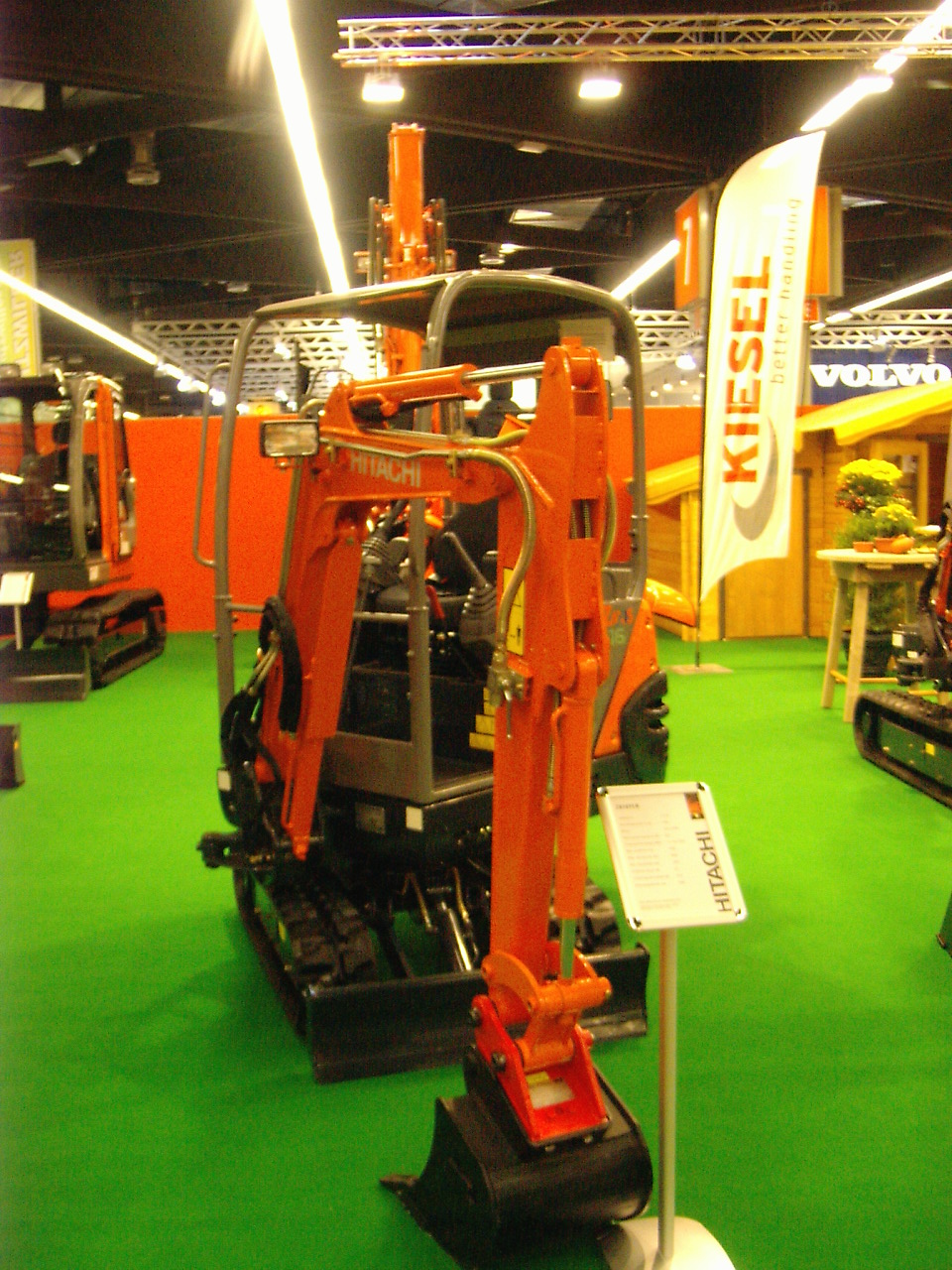
Hitachi minigraafmachine.

## Geschiedenis
In 1910 startte de Japanner Namihei Odaira een winkel voor elektronische onderdelen ter ondersteuning van een Japans bedrijf in de kopermijnindustrie. Deze eenmanszaak was de voorloper van de huidige, wereldwijd opererende Hitachi Groep. Het woord Hitachi verwijst naar de Japanse plaats Hitachi, maar ook naar een Chinees karakter (kanji) dat letterlijk zonsopgang betekent, maar ook symbool staat voor de filosofie om met behulp van technologie een toegevoegde waarde te bieden aan de mens en maatschappij.

## Activiteiten
De Hitachi Groep is een van 's werelds grootste bedrijven met meer dan 20.000 producten en meer dan 303.000 medewerkers (2017). De producten en diensten van Hitachi kunnen worden onderverdeeld in:
- Information & Telecommunication Systems (19%) voor onder andere systeemintegratie, cloud-diensten, servers, opslag, software, telecommunicatiesystemen en pinautomaten;
- Social Infrastructure & Industrial Systems (21%) voor onder andere industry & distribution solutions, water treatment solutions, industrial machineries, liften, roltrappen, spoorwegsystemen, nuclear power generetion systems, renewable energy power generation systems en transmission & distibution systems;
- Electronic Systems & Equipment (10%) voor onder andere productie van halfgeleiders, test- en meetapparatuur, industriële producten, medische apparatuur en gereedschap;
- Construction Machinery (7%) voor onder andere hydraulic excavators, wheel loaders en mining equipment;
- High Functional Materials & Components (14%) voor onder andere halfgeleiders & display gerelateerde materialen, printplaten & materialen, auto-onderdelen, energy storage devices, specialty steels, magnetic materials & components, high grade casting components & materials, cable materials;
- Automotive Systems (9%) voor onder andere motormanagement-systemen, elektrische aandrijfsystemen, drive control systems en car information systems;
- Smart Life & Ecofriendly Systems (6%) voor onder andere koelkasten, wasmachines, airconditioners;
- Financial Services (3%) voor onder andere leasing en loan guarantees;
- Logistics & Other Services (11%) voor onder andere logistiek, optische schijfstations en eigendomsbeheer.

Hitachi heeft zich ook toegelegd op het bouwen van treinmaterieel. Zo levert het de hogesnelheidstreinen (Javelin) voor de binnenlandse diensten op de Britse HSL in Zuidoost-Engeland. In februari 2015 werd bekend dat het Italiaanse Leonardo haar 40% aandelenbelang in Ansaldo STS en alle aandelen van treinfabrikant AnsaldoBreda gaat verkopen aan Hitachi. Hitachi betaalt 36 miljoen euro voor AnsaldoBreda en 773 miljoen euro voor Ansaldo STS. Als deze transactie is afgerond, gaat Hitachi een bod uitbrengen op de resterende aandelen Ansaldo STS die op de beurs staan genoteerd.
Tot 2016 leverde Hitachi Groep haar producten en diensten op 'stand alone'-basis aan haar klanten vanuit de diverse bedrijfsonderdelen. Het concern gooide in 2016 het roer om door zijn klantenbestand in te delen in marktsegmenten en het aanbod meer geïntegreerd aan te bieden.

### Nederland
Het hoofdkantoor van Hitachi Construction Machinery (HCM) voor Europa, Afrika en het Midden-Oosten is gevestigd in Nederland. In Oosterhout en Amsterdam staan fabrieken waar grondverzetmachines worden geproduceerd zoals graafmachines, wielladers en dumptrucks voor de EMEA markt. De grootste concurrenten van HCM zijn bedrijven zoals Liebherr, JCB, Komatsu en Caterpillar.
Verder zijn ook Hitachi Data Systems, Hitachi Medical Systems, Hitachi Power Tools, Hitachi Transport Systems en Vantec World Transport gevestigd in Nederland.

## Trivia
- In 1982 kwam het bedrijf in opspraak toen de FBI hen beschuldigde van het stelen van technologie van het Amerikaanse bedrijf IBM. Deze zaak is ook wel bekend onder de naam Hitachi-schandaal.[2]
- Het bedrijf was in de jaren '80 een tijdje hoofdsponsor van de gelijknamige Belgische wielerploeg Hitachi een verderzetting van Splendor.